# In IUSTITIA
In IUSTITIA je nezisková organizace, která se od roku 2009 věnuje předsudečnému násilí. Nabízí pomoc osobám ohroženým předsudečným násilím, jeho obětem, svědkům, pozůstalým po obětech a také osobám, kterým úmyslný trestný čin způsobil těžké ublížení na zdraví. Zakladatelkou a ředitelkou organizace je advokátka Klára Kalibová. Spolupracující advokátka In IUSTITIA Petra Naskosová je členkou Výboru pro sexuální menšiny.

## Činnost
Uvedené osoby In IUSTITIA podporuje ve formě sociálního poradenství a poskytování právních informací nebo právního zastoupení. Za tímto účelem organizace také provozuje poradnu Justýna, která působí na celém území České republiky. Kamenné pobočky poradny sídlí v Praze a v Brně. Kromě toho pracovníci Justýny poskytují poradenství telefonicky nebo on-line a vyjíždějí za klienty do terénu, protože setkání s klienty v jejich přirozeném prostředí napomáhá tomu, aby se klienti cítili bezpečně a spolupráce s nimi byla efektivnější. Potenciální klienty pracovníci poradny Justýna také sami vyhledávají a oslovují. Cílovými skupinami poradny jsou oběti trestné činnosti, imigranti a azylanti, etnické menšiny, osoby žijící v sociálně vyloučených komunitách, osoby bez přístřeší a osoby, které vedou rizikový způsob života, nebo jsou tímto způsobem života ohroženy.Ročně In IUSTITIA poskytne své služby asi čtyřem stům klientů.
Dalšími činnostmi In IUSTITIA jsou vzdělávání odborné veřejnosti (sociálních pracovníků, policistů apod.) i ohrožených skupin v oblasti předsudečného násilí, práva a sociálních služeb a zpracovávání analýz a posudků ve stejných oblastech. Organizace se dále věnuje monitoringu předsudečného násilí v Česku a výzkumu. V letech 2021 až 2023 analytický tým In IUSTITIA realizoval několik výzkumů zkušeností osob se zdravotním postižením s násilím a předsudečným násilím, které toto téma v českém prostředí zmapovaly vůbec poprvé. Výsledky výzkumů ukázaly, že předsudečnému násilí kvůli svému postižení čelily tři pětiny zdravotně postižených osob a že lidé se zdravotním postižením hojně čelí každodenním předsudečným projevům a diskriminaci.
V roce 2013 se In IUSTITIA podílela na tvorbě zákona o obětech trestných činů. V témže roce obdržela Cenu pro společenský přínos sociální integraci nadace Erste a o rok později se stala držitelkou ceny SozialMarie za sociální inovaci. In IUSTITIA dlouhodobě spolupracuje s Policií ČR a v roce 2021 s ní podepsala dohodu o vzájemné spolupráci, díky které se oběti předsudečných trestných činů mohou dostat k pomoci bezprostředně po útoku.
V únoru 2023 IUSTITIA organizovala konferenci Společně proti nenávisti: Zaostřeno na oběti předsudečného násilí, kde představila možnosti novelizace trestního zákoníku směrem ke zlepšení ochrany skupin ohrožených předsudečným násilím. Na nedostatečnou právní ochranu těchto skupin organizace poukazovala také v kampani Chyba v zákoně na podzim 2023.